# Så fruktansvärt onödigt
Så fruktansvärt onödigt är en svensk dokumentärfilm från 1979 i regi av Roy Andersson. Den har undertiteln känslor och tankar kring barn och olyckor. Filmen skildrar en familj på Gotland som förlorat sin son som fallit i en brunn. Filmen var ett beställningsarbete för Samarbetskommittén mot barnolycksfall och ämnad som informationsfilm. Andersson valde att skildra familjen rakt av utan pekpinnar, vilket väckte en del fundersamhet hos uppdragsgivaren, som dock i slutändan gav Andersson fria händer.